# Niklas Strandberg
Niklas Strandberg, född 18 november 1981 i Piteå, är en svensk före detta professionell ishockeyspelare. Hans moderklubb är Rosvik IK.